# Stor-Örevattnet (Ströms socken, Jämtland)
Stor-Örevattnet är en sjö i Strömsunds kommun i Jämtland och ingår i Ångermanälvens huvudavrinningsområde. Sjön har en area på 0,221 kvadratkilometer och ligger 565,5 meter över havet. Sjön avvattnas av vattendraget Byvattenån.

## Delavrinningsområde
Stor-Örevattnet ingår i det delavrinningsområde (711610-146377) som SMHI kallar för Utloppet av Stor-Örevattnet. Medelhöjden är 578 meter över havet och ytan är 0,85 kvadratkilometer. Det finns inga avrinningsområden uppströms utan avrinningsområdet är högsta punkten. Byvattenån som avvattnar avrinningsområdet har biflödesordning 4, vilket innebär att vattnet flödar genom totalt 4 vattendrag innan det når havet efter 278 kilometer. Avrinningsområdet består mestadels av skog (74 procent). Avrinningsområdet har 0,22 kvadratkilometer vattenytor vilket ger det en sjöprocent på 25,8 procent.